# Alphonse Poitevin
Louis-Alphonse Poitevin, född 30 augusti 1819 i Conflans-sur-Anille, departementet Sarthe, död där 4 mars 1882, var en fransk ingenjör och kemist.
Poitevin sysselsatte sig sedan 1848 med fotografiska försök och upprättade 1855 ett fotolitografiskt tryckeri i Paris. Han uppfann pigmenttrycket och ljustrycket.